# Ooh! My Soul
Pistes de Little Richard
Hey, Hey, Hey, Hey
(9) The Girl Can't Help It
(11)
Ooh! My Soul, parfois orthographiée « Oh My Soul », est une chanson de Little Richard publiée en 1958. Elle est parue sur son deuxième album éponyme. 
La chanson a par la suite été enregistrée live par les Beatles et par Big Brother and the Holding Company. 

## Historique
Ce 45 tours de Little Richard a atteint les 31e et 22e positions dans les palmarès américain et britannique.

## Reprises

### Les Beatles
Pistes inédites de Live at the BBC
I Got to Find My Baby Don't Ever Change
Les  Beatles ont enregistré la chanson lors d'une prestation au Playhouse Theatre (en) de Manchester avec McCartney au chant. L'enregistrement s'est fait le 1er août pour une diffusion le 27 du même mois à la 11e édition de l'émission radio Pop Go the Beatles (en). Cette version, plus courte que celle de Little Richard, a été incluse sur l'album Live à la BBC paru en 1994.

#### Personnel
- Paul McCartney – chant, basse
- John Lennon – guitare rythmique
- George Harrison – guitare solo
- Ringo Starr – batterie

### Big Brother and the Holding Company
Une autre version live a été enregistrée en 1966 au California Hall par Big Brother and the Holding Company avec Janis Joplin et publiée la même année sur Live in San Francisco 1966. Ce concert a été réédité en 2008 sur l'album double The Lost Tapes (en)